# 디바 알푸자이라 클럽
디바 알푸자이라 클럽(아랍어: نادي دبا الفجيرة الرياضي الثقافي)은 푸자이라를 연고로 하는 아랍에미리트의 축구단이다. 현재 UAE 1부 리그에 참가하고 있다.

## 우승 기록
- UAE 1부 리그: 2014–15